# Acontia eversmanni
Acontia eversmanni là một loài bướm đêm trong họ Noctuidae.